# Nacht am Mont Blanc
Nacht am Mont Blanc (Alternativtitel: Weiße Hölle Montblanc, auch in der Schreibweise Weiße Hölle Mont Blanc, und Fegefeuer der Liebe) ist ein österreichisch-deutscher Spielfilm von Harald Reinl aus dem Jahr 1951. Die Hauptrollen sind besetzt mit Dietmar Schönherr und der zur damaligen Zeit sehr populären österreichischen Skirennläuferin Dagmar Rom.   

## Handlung
Der Grenzpolizist Vigo verfolgt am Mont-Blanc-Massiv an der französisch-italienischen Grenze eine Bande von Rauschgiftschmugglern. Seine Verlobte Monika wartet derweil im Berghotel auf ihn. Vigo kehrt erst nach zwei Tagen wieder zurück, muss aber nach wenigen Stunden erneut fort. Für Monika findet er kaum Zeit. Die junge Frau lässt sich deshalb vom Pagen Angelo zu einem Skiausflug überreden, bei dem sie ihren Jugendfreund Hans wiedertrifft. Die beiden verbringen den restlichen Tag am Berg und den Abend gemeinsam in einem Gasthaus. Hans wohnt im selben Hotel wie Monika und plant für den nächsten Tag eine Bergtour. Am späten Abend kann er Monika dazu überreden, ihn zu sich ins Zimmer zu lassen, um eine leichte Verletzung am Knöchel zu versorgen, die Monika beim Skifahren erlitten hatte. Als er versucht sie zu küssen, weist sie ihn zurück. Erst jetzt erfährt er, dass sie verlobt ist. Hans verlässt daraufhin schon in der Nacht das Hotel und bricht zu seiner geplanten Bergtour auf. 
Am Nachmittag hatte sich im Hotel ein ominöser Gast einquartiert. Zuerst fragte er nach Vigo, weil dieser aber nicht anwesend war, ließ er einen Brief für ihn hinterlegen. Am nächsten Tag finden Vigo und der Portier den Fremden ermordet in seinem Zimmer. Die Spuren weisen zunächst auf Hans als Tatverdächtigen. Darum nimmt Vigo die Verfolgung auf, obwohl er schon bald an Hans’ Schuld zweifelt, da die Spuren zu offensichtlich sind. Die mittlerweile im Hotel eingetroffene Polizei veranlasst, dass niemand der Gäste und des Personals das Hotel verlassen darf. Daher muss sich Monika mit einem Sprung aus dem Fenster aus dem Hotel befreien, denn sie eilt ihrem Verlobten Vigo hinterher, um ihn von Hans’ Unschuld zu überzeugen. Als Vigo Hans eingeholt hat, versucht er ihn mit Warnschüssen zu stoppen. Gleichzeitig erreicht auch Monika die beiden, verliert aber das Gleichgewicht und stürzt über einen Hang in eine Gletscherspalte. Vigo und Hans eilen gemeinsam zum Unglücksort. Hans hat die nötige Bergausrüstung dabei und lässt sich an einem Seil in die Spalte hinunter. Er findet Monika bewusstlos mit einer Kopfwunde. Mit Vigos Hilfe kann er sie aus der Spalte retten. Durch einen Wetterumschwung können sie aber am selben Tag nicht mehr ins Tal hinunter und müssen die eisige Nacht am Berg verbringen. Monika ist bald wieder bei Bewusstsein und durch einen dicken Schlafsack vor der Kälte geschützt. Vigo und Hans müssen sich jedoch gegenseitig vor dem Einschlafen bewahren, um nicht zu erfrieren.
Als Vigo Hans einige Fragen zur vergangenen Nacht stellt, gibt dieser nur ausweichende Antworten. Schließlich erkennt Vigo, dass Hans und Monika die Nacht gemeinsam in einem Zimmer verbracht haben. Vigo verlässt die beiden daraufhin, Hans folgt ihm wenig später. Es kommt zu einer kurzen Auseinandersetzung, bei der Hans über eine Kante abrutscht und sich nur knapp festhalten kann. Im letzten Moment ergreift Vigo seine Hand und rettet ihn vor dem drohenden Absturz. Am nächsten Tag macht sich eine Suchmannschaft auf den Weg, um die Vermissten zu bergen. Die Suche ist erfolgreich und alle kehren ins Tal zurück. Als Täter kann schließlich einer der Hotelgäste überführt werden. Aus dem für Vigo hinterlegten Brief geht hervor, dass der Ermordete Informationen zu den Schmugglern besaß.

## Produktion, Veröffentlichung und Hintergrund
Produziert wurde der Film von Hope-Film (Wien) und Hope Film (München) für den Gloria-Filmverleih. Gedreht wurde von März bis Oktober 1951 im Atelier Thiersee und im Elte-Film-Atelier in Berlin sowie in den Tiroler Bergen, am Taschachhaus, in Hintertux, im Zillertal, in Courmayeur und am Mont Blanc.
In der DDR lief der Film unter dem Titel Schmuggler am Montblanc, in Österreich unter dem Titel Weisse Hölle Montblanc. Sein internationaler Titel ist Night to Mont-Blanc. In der Bundesrepublik Deutschland kam Nacht am Mont Blanc am 16. November 1951 in die Kinos (Uraufführung in München), in der DDR am 23. Oktober 1953. Gezeigt wurde der Film auch in Japan.
Die Rolle der Monika spielte die damals sehr populäre Skirennläuferin Dagmar Rom. Sie gewann bei den Weltmeisterschaften 1950 zwei Goldmedaillen. Bereits 1947 sollte ein Film mit ihr entstehen, doch alle vorherigen Projekte scheiterten an den für die Produzenten zu teuren Außenaufnahmen.

## Kritik
Für das Lexikon des internationalen Films stellte sich die Handlung belanglos dar, beeindruckend fand man jedoch die Naturaufnahmen: „Bergfilm mit genreüblicher Liebesgeschichte, einer belanglosen Kriminalhandlung und eindrucksvoller Naturkulisse.“